# Ёрш (канонерская лодка)
Канонерская лодка «Ёрш» — мореходная канонерская лодка Российского императорского флота. Прототип восьми канлодок типа «Дождь»

## История

### Проект и постройка
Деревянная винтовая канонерская лодка «Ёрш» была задумана как один из элементов комплекса средств береговой обороны Балтийского флота в сочетании с башенными броненосными лодками, башенными фрегатами типа «Адмирал Спиридов» и фортами Кронштадта. В мирное время предусматривалось использование лодки для нужд портового хозяйства и гидрографии.
Проектное задание составила авторитетная комиссия под председательством контр-адмирала С. С. Лесовского. За образец была принята английская канонерская лодка «Скэрдж», однако в отличие от прототипа, имевшего целиком железный корпус, комиссия избрала смешанную систему с толстой деревянной наружной обшивкой, которая считалась более надежной защитой от повреждений при плавании на каменистом мелководье. Водоизмещение было увеличено для установки более мощной 280-мм пушки, осадка ограничена 1,83 м. Исходя из заданной скорости не менее 8 узлов, суммарная мощность двух машин была установлена в 240 л. с. По финансовым соображениям комиссия остановилась на машинах английского завода Пенна.
8 октября 1874 года русский военно-морской агент в Англии контр-адмирал И. Ф. Лихачев разместил на заводе Пенна заказ с условием сокращения срока изготовления до шести месяцев. Наблюдающим за изготовлением механизмов был назначен инженер-механик штабс-капитан Ф. Е. Титов.
Строительство корпуса было начато 3 декабря 1873 года в деревянном эллинге Нового адмиралтейства. Строителем 15 сентября 1873 года был назначен корабельный инженер подпоручик В. Ф. Пушкарев, помощниками — прапорщик Е. А. Векшинский и подпоручик П. Л. Дубровский.
Корпус имел малую килеватость, был почти плоскодонным (коэффициент полноты мидель-шпангоута 0,8, коэффициент общей полноты — 0,58, отношение длины к ширине — 3,4).
Вооружена нарезным 280-мм орудием. Орудие устанавливалось на станок системы Попова (на переднем штыре).
Для установки орудия использовалась опускавшаяся в трюм платформа, на которой крепился станок (суммарная масса около 40 т). Платформа перемещалась по направляющим, закреплённым на боковых стенках колодца, за счёт вращения четырёх вертикальных подъёмных винтов с червячными колесами. В качестве привода перемещения орудия использовали шпиль новейшего образца с двумя самостоятельно действующими на одном валу барабанами (верхний для возвращения орудия после отката, нижний для поворота по горизонту).
Железные детали корпуса (набор, обшивка палубы бака, четыре водонепроницаемые переборки, колодец для орудия, стены крюйт-камер, бомбовые погреба и отделения для подачи картузов) изготавливались из листового и полосного железа толщиной 9,5-11,1 мм. Наружная обшивка была изготовлена из лиственницы толщиной 76 мм, бархоут — из дуба толщиной 114 мм, верхняя палуба из 76-мм сосновых досок, скуловые кили — из дуба (высота 280, ширина 229/280 мм).
23 марта 1874 года состоялась официальная закладка. В конце апреля был готов корпус. Спуск откладывался из-за задержек с поставкой машин и забортной арматуры заводом Пенна, а также рулевого устройства, якорей и цистерн Ижорским заводом. В июне-июле четырьмя партиями на пароходах «Двина», «Диана», «Стрельна» и «Одесса» были доставлены детали механизмов и орудийной платформы. Спуск на воду состоялся 5 августа 1874 г.

### Испытания
Швартовные испытания проводились 31 августа 1874 года. Осадка корабля с большей частью оборудования достигала носом 1,1, кормой 1,74 м.
28 сентября канлодка совершила пробное плавание до Кронштадта и обратно со скоростью не выше 5 узлов. 17 октября при ветре до девяти и волнении семь баллов корабль выходил за Толбухин маяк. 19 октября при спокойном море так и не удалось достичь полной проектной скорости, несмотря на использование отборного ньюкастльского угля и усилия лучших кочегаров Балтийского флота с корвета «Боярин» и клипера «Изумруд».
После опытных стрельб в условиях качки баковый железный покатый настил укрепили добавочными пиллерсами, а чугунные клюзы заменили на более компактные полукипы.
По результатам испытаний было предложено заострить носовые обводы и перенести колодец с орудием ближе к миделю, увеличить паропроизводительность котлов и мощность машин. Для улучшения ходкости командир лодки капитан-лейтенант А. О. Балк предложил увеличить длину корпуса на 4,5 м, компенсировав увеличение водоизмещения уменьшением количества или площади сечения деталей железного набора.
В 1874-1876 году канлодка претерпела дальнейшие изменения: установлены дополнительные кингстоны для насосов Даунтона, увеличен вылет шлюпбалок, решетчатый люк над орудийным колодцем заменен съемной дощатой палубой. Для устранения вредного влияния перебоев в работе винтов в результате их обнажения при килевой качке предусматривалась установка регуляторов частоты вращения.

### Служба на флоте
В 1892 году переклассифицирована в канонерскую лодку береговой обороны. Участвовала в учебных плаваниях на Балтике. Исключена из списков флота в 1907 году

## Известные люди, служившие на корабле
- Дабич, Николай Дмитриевич
- Рейценштейн, Николай Карлович